# 巨型碘泡虫
巨型碘泡虫（学名：Myxobolus gigas）为碘泡科碘泡虫属的动物。分布于俄罗斯、德国、意大利、印度以及云南等，营寄生生活，寄生在抚仙金线鲃的鳃、肾。